# أحمدي (لاعب كرة قدم)
أحمدي هو لاعب كرة قدم إندونيسي، ولد في 25 يونيو 1990 في إندونيسيا. لعب مع Persiba Balikpapan ‏.

## وصلات خارجية
- أحمدي على موقع قاعدة بيانات كرة القدم.إي يو (الإنجليزية)
- أحمدي على موقع Soccerway.com (الإنجليزية)